# سليمان الحديثي
سليمان الحديثي ، هو سليمان بن عبد الله بن صالح بن علي الحديثي. لاعب كرة قدم سعودي. من مواليد محافظة شقراء في السعودية يرجع أصله إلى محافظة البكيرية في القصيم ولكنه قضى طفولته في مدينة الرياض ثم انتقل مع أسرته إلى محافظة عنيزة . متزوج ولديه 7 أبناء 5 ذكور و 2 بنات ويسكن حالياً الرياض . عمل لاعب في نادي النجمة السعودي وكان له الفضل بعد الله في وصول فريقه النجمة إلي المربع الذهبي عام 1998 وحصوله في نفس الموسم على لقب هداف الدوري الممتاز. أنتقل في عام 1999 إلي نادي الاتحاد السعودي وحقق معه العديد من الإنجازات، واعتزل عن اللعب عام 2004 . وكان في هذه الفترة اختفى عن الاعلام لمدة 6 سنوات وظهر في سنة 2010 بأخر مباريات فريقه السابق النجمة كمشجع للفريق ثم محلل رياضي للمباريات التي تقام في محافظة عنيزة.